# Paul Entz
Paul Entz (* 16. Oktober 1859 in Elbing; † 27. September 1936 in Rendsburg) war ein deutscher Kaufmann und Konsul.

## Leben und Wirken
Paul Entz war ein Sohn des Kaufmanns Johann Entz (* 31. Dezember 1825 in Albing; † 25. November 1903 in Danzig) und dessen Ehefrau Helene, geborene Harder (* 23. August 1839 in Emaus nahe Danzig; † 4. Mai 1908 in Langfuhr).
Entz absolvierte eine kaufmännische Ausbildung und arbeitete danach in Elberfeld, Graz und Hamburg. 1884 übernahm er ein Geschäft für Medizinaldrogen mit Sitz in Rendsburg. Am 18. Juni 1889 heiratete er Bertha Christina Elise Hollesen (* 16. April 1868 in Rendsburg; † 20. November 1944 ebenda), deren Vater Thomas Johann Gottfried Hollesen ein Konsul und Teilhaber des Rendsburger Unternehmens Zerssen & Co war. Das Ehepaar hatte vier Töchter und den Sohn Thomas Johann Gottfried Entz.
Nach dem Tod seines Schwiegervaters Hollesen beendete Entz den eigenen Geschäftsbetrieb und stieg als dritter Teilhaber nach Konsul Jeß und Christian Rheder bei Zerssen & Co. ein. Er reiste erfolgreich ins Ausland und knüpfte durch auch das Kanalgeschäft internationale Kontakte. 1905 trat er der Baltic and White Sea Conference bei, was sich als wertvoll für die Geschäftsbeziehungen erwies.
Zerssen & Co. betrieb in Brunsbüttel eine einträgliche Bunkerstation am Kaiser-Wilhelm-Kanal. Aufgrund eines Ausbaus der Wasserstraße musste das Unternehmen diesen Betrieb einstellen. Paul Entz gelang es daraufhin, in Rendsburg eine Bunkerstation einzurichten, die mit denen in Brunsbüttel und Kiel voll- und gleichberechtigt war.
Wie Unternehmensgründer Johann Christian von Zerssen geriet Entz mehrfach mit der Regierung, die die Gebühren für die Kanaldurchfahrt erhöhen wollte, in Konflikt. Der Unternehmer befürchtete, dass Kapitäne aufgrund übermäßiger Gebühren lieber den günstigeren Weg über Skagen zur Weiterfahrt in die Ostsee an nutzen würden. Hier kam es insbesondere während des Höhepunktes der Weltwirtschaftskrise im Jahr 1931 zu Auseinandersetzungen.
1922 erweiterte Entz die Geschäfte um einen Betrieb, der Schiffsausrüstungen an Schleusen in Kiel-Holtenau anbot. Bei seinem Lebensende florierte das Unternehmen.
1899 wurde Entz zum niederländischen Konsul ernannt. 1912 bekam er für sein Engagement den Oranien-Nassau-Orden verliehen. Nach seinem Tod nach nahezu 40-jähriger Geschäftsleitung führte sein Sohn die Geschäfte weiter.